# Leo Wellens
Leo Wellens (Hasselt, 14 maart 1959) is een voormalig Belgisch wielrenner. Hij was profrenner van 1981 tot en met 1988. Hij reed tijdens zijn carrière voor Belgische en Spaanse wielerteams. Hij behaalde in zijn carrière 4 noemenswaardige zeges. Hij is tevens de broer van Paul Wellens en Johan Wellens die ook het beroep van wielrenner hebben beoefend. Hij is ook de vader van Tim Wellens, de profrenner van UAE Team Emirates-XRG.

## Belangrijkste overwinningen
1980
- 1e etappe Tour de l'Eurométropole

1983
- 1e etappe ronde van Lotharingen
- 8e etappe deel b Ronde van de toekomst

1986
- 8e etappe ronde van Catalonië

## Resultaten in voornaamste wedstrijden
| Jaar | Ronde van Italië | Ronde van Frankrijk | Ronde van Spanje |
| ---- | ---------------- | ------------------- | ---------------- |
| 1981 |                  | 102e                |                  |
| 1982 |                  |                     |                  |
| 1984 |                  |                     |                  |